# Chanson d'amour
Chanson d'amour (Canzone d'amore) è un popolare brano musicale scritto dal compositore statunitense Wayne Shanklin noto soprattutto per la contaminazione fra lingua inglese e lingua francese.
Nel 1958 furono pubblicate due versioni concorrenti della canzone. Una era di Art and Dotty Todd, l'altra del gruppo vocale The Fontane Sisters. Entrambe le versioni ebbero una notevole popolarità nell'aprile di quell'anno.
In Italia, venne proposta nel 1958 da Johnny Dorelli, con un basso successo.
Nel 1966 la cover dei Lettermen riportò al successo il brano soprattutto negli Stati Uniti.
Prodotta da Richard Perry per l'album Coming Out, Chanson d'amour conobbe la sua più grande popolarità in Europa grazie allo stile jazz rétro dei The Manhattan Transfer che pubblicarono un singolo con il brano nell'ottobre del 1976. Il singolo rimase per tre settimane in vetta alla classifica dei singoli più venduti nel Regno Unito nel marzo del 1977 e per due settimane in Norvegia. Il singolo arriva anche in sesta posizione nei Paesi Bassi ed in Svizzera.
La canzone in seguito venne utilizzata in numerosi film, pubblicità e serie televisive, soprattutto nella versione dei Manhattan Transfer.
Nel 2004, anche la cantante italiana In-Grid ha registrato una versione dance del brano.

## Edizioni
- 1976 – The Manhattan Transfer, Chanson d'amour / Popsicle Toes, 45gg, Atlantic Records 3374, USA
- 1976 – The Manhattan Transfer, Chanson d'amour / Helpless, 45gg, Atlantic Records ATL/K 10838, EUR
- 1976 – The Manhattan Transfer, Chanson d'amour / Cuentame (The Speak Of Mambo), 45gg, Atlantic Records ATL/K 11573, Regno Unito